# Dexys Midnight Runners
Dexys Midnight Runners – brytyjska grupa muzyczna, założona w 1978 roku w Birmingham, której głównym okresem aktywności była pierwsza połowa lat 80. XX wieku.

## Dyskografia

### Albumy studyjne
- 1980 – Searching for the Young Soul Rebels
- 1982 – Too-Rye-Ay
- 1985 – Don't Stand Me Down
- 2012 – One Day I'm Going to Soar
- 2016 – Let the Record Show: Dexys Do Irish and Country Soul
- 2023 – The Feminine Divine

### Single
- 1979	 – „Dance Stance”
- 1980 –
  - „Keep It Part Two (Inferiority Part One)”
  - „Geno”
  - „There, There, My Dear”
- 1981 – 
  - „Show Me”
  - „Plan B”
  - „Liars A to E"
- 1982 – 
  - „The Celtic Soul Brothers”
  - „Come On Eileen”
  - „Jackie Wilson Said (I'm in Heaven When You Smile)”
  - „Let's Get This Straight (From the Start)”
- 1985	 – „This Is What She's Like”
- 1986 – „Because of You”

## Nagrody
- 1983 – Brit Awards, najlepszy singel Come On Eileen